# Юакім Нордстрем
Юакім Нордстрем (швед. Joakim Nordström; 25 лютого 1992, м. Тиреше, Швеція) — шведський хокеїст, центральний нападник. Виступає за «Бостон Брюїнс» у Національній хокейній лізі.
Вихованець хокейної школи СК «Ганвікенс». Виступав за АІК (Стокгольм), ХК «Альмтуна», «Рокфорд АйсХогс» (АХЛ), «Чикаго Блекгокс», «Кароліна Гаррікейнс».
В чемпіонатах НХЛ — 100 матчів (6+16), у турнірах Кубка Стенлі — 10 матчів (0+0). В чемпіонатах Швеції — 101 матч (8+8), у плей-оф — 11 матчів (1+2).
У складі молодіжної збірної Швеції учасник чемпіонату світу 2012. У складі юніорської збірної Швеції учасник чемпіонату світу 2010.
Досягнення
- Володар Кубка Стенлі (2015)
- Переможець молодіжного чемпіонату світу (2012)
- Срібний призер юніорського чемпіонату світу (2010).
- Чемпіон світу в складі національної збірної Швеції 2017.